# Otto Schimek

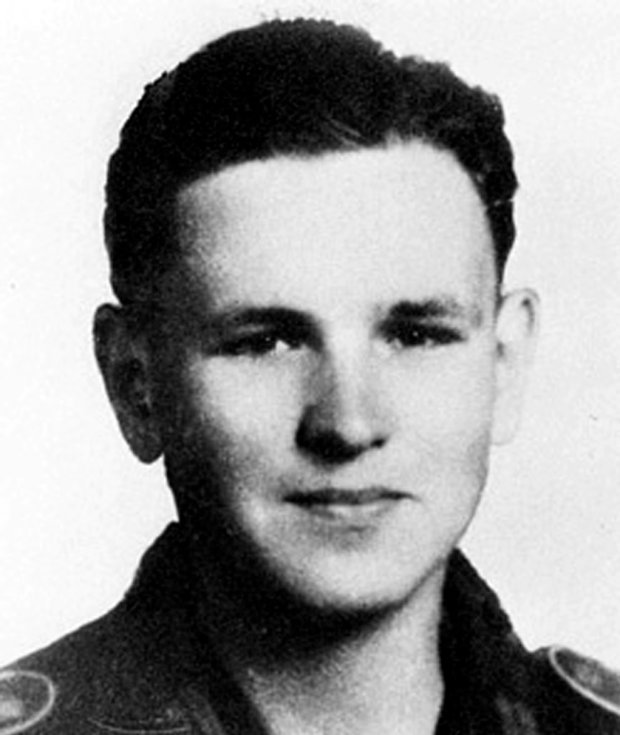
Otto Schimek

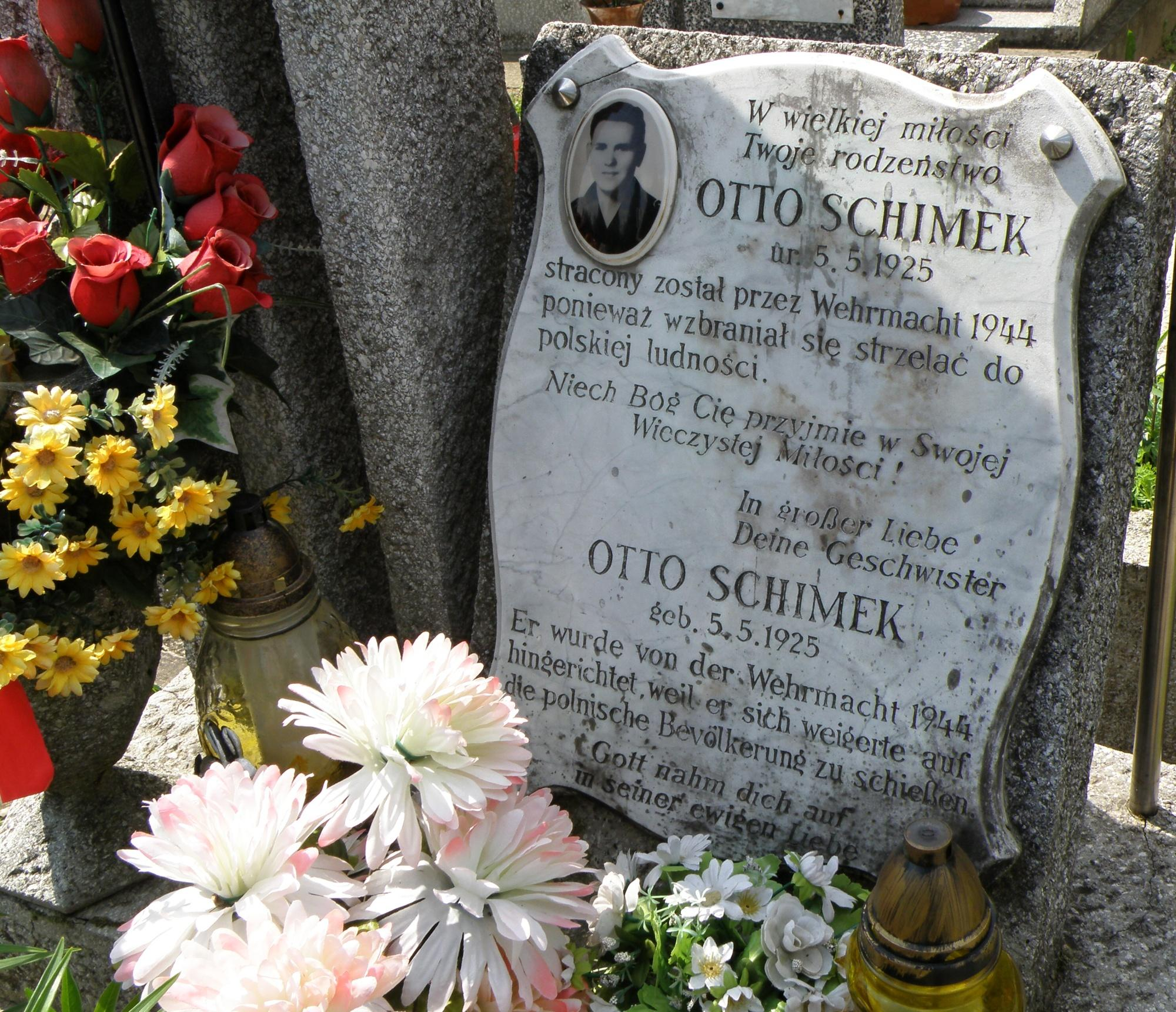
Schimeks Grab in Machowa, Polen

Otto Schimek (* 5. Mai 1925 in Wien; † 14. November 1944 in Lipiny) war ein gebürtiger Österreicher, der als Soldat der deutschen Wehrmacht einem Erschießungskommando angehört haben soll. Er selbst wurde vom NS-Regime durch Erschießen hingerichtet, angeblich nachdem er sich geweigert haben soll, an der Exekution einer polnischen Familie mitzuwirken. Dadurch wurde er zu einer Symbolfigur des Pazifismus und des österreichischen Widerstands gegen den Nationalsozialismus.
Der Wahrheitsgehalt dieser Erzählung wurde vehement bestritten, die Kritiker berufen sich darauf, dass es keine verlässlichen Quellen dafür gäbe und die Geschichte von Schimeks Schwester erfunden worden sei.

## Leben
Schimek wurde als dreizehntes und letztes Kind von Rudolph und Maria Schimek, geb. Zsambeck, geboren. Die Familie lebte in großer Armut, die sich noch verschärfte, als der Vater im Jahr 1932 verstarb. Otto konnte nicht regelmäßig zur Schule gehen, weil der 7-Jährige seiner Mutter, einer Schneiderin, beim Verdienen des Lebensunterhalts für die zahlreichen Geschwister helfen musste. Laut seiner Schwester Elfrida Kajak ging Otto zwar jeden Sonntag mit seiner Mutter zur Messe, war aber als Kind nicht besonders religiös. Er hatte nicht viele Freunde, aber die Nachbarschaft der Familie in der Oberen Augartenstraße achtete Otto sehr und verabschiedete ihn herzlich, als er im Alter von nur 17 Jahren zur Wehrmacht eingezogen wurde. Er habe danach aber stets ein Kreuz auf seiner Brust getragen.
Zuerst diente er in Bosnien, später im südlichen Polen. Seine Schwester berichtete nach dem Krieg, Otto habe ihr, als er 1943 oder Anfang 1944 auf Fronturlaub war, erzählt, dass er niemanden töten wolle und dass er über die Köpfe der Feinde hinweg geschossen habe. „Mein Gewissen ist rein“, habe Otto gesagt. „Ich werde niemanden erschießen. Diese Leute wollen, wie ich, nach Hause zurück. Dieser Krieg ist nicht christlich.“ Dieses Verhalten soll bald von den Autoritäten erkannt worden sein. Schimek sei verwarnt und später ins Gefängnis gesteckt worden. Es sei ihm die Flucht gelungen und er versuchte, nach Wien zurückzukehren. Irgendwo in der späteren Tschechoslowakei sei er aufgegriffen, verhaftet und heftig geschlagen, schließlich wegen Desertion vor ein Kriegsgericht gestellt worden. Es soll ihm eine letzte Chance gegeben worden sein. Die Wehrmacht soll ihn einem Erschießungskommando zugeteilt haben. Seine Aufgabe soll gewesen sein, eine polnische Familie aus der Gegend zwischen Tarnów und Dębica zu erschießen – Vater, Mutter und zwei Söhne, die dabei erwischt worden sein sollten, Essen für die Polnische Heimatarmee gegeben zu haben. Otto habe den Auftrag mit der Erklärung verweigert, er werde in Hitlers Krieg nicht Unschuldige töten. Die Reaktion seiner Vorgesetzten sei sofort erfolgt, er sei sofort wegen Feigheit vor dem Feind und Fahnenflucht zum Tode verurteilt worden.
Elfrida Kajak sagte später, Ottos Mutter habe, als das Todesurteil der Familie bekannt wurde, sofort ein Gnadengesuch in Berlin eingereicht, wo sie auch erwähnt, dass schon acht ihrer Kinder an Krankheit und Hunger verstorben waren. Aber es war zu spät. Wenige Stunden vor seiner Hinrichtung schrieb der 19-jährige Otto Schimek an seinen Bruder:

„Ich bin fröhlicher Stimmung. Was haben wir zu verlieren? Nichts, nur unser armseliges Leben, denn sie können nicht unsere Seele töten. Welche Hoffnung! Heute geh ich in den Himmel, wo Gott auf mich wartet. Möge Gott Dich beschützen, bis Du mir eines Tages nachfolgen wirst“

Schimek wurde in den Morgenstunden des 14. November 1944 im Dorf Lipiny, südöstlich von Tarnów, hingerichtet. Der genaue Hinrichtungsort ist nicht bekannt. Angeblich wurde der örtlichen Bevölkerung erlaubt, seinen Leichnam zu bergen. Er soll im Friedhof von Machowa (einem Dorf zwischen Tarnów und Dębica) begraben worden sein, wo ein Grabstein an ihn erinnert.

## Grab, Verehrung, Würdigung, Worte des Papstes, Kritik
Von Kameraden wurde der Familie eine Lageskizze der Grabstätte und der Brief überbracht. Seine Schwester hatte im Mai 1970 das Geld zusammengespart, um nach Polen zu reisen und soll mit Hilfe des Pfarrers und des Mesners – die nichts von den Umständen der Hinrichtung wussten – das Grab des einzigen dort begrabenen Deutschen gefunden haben. Als der nordrhein-westfälische Justizminister Josef Neuberge 1972 Polen bereiste, wurde er darauf hingewiesen, dass es deutsche Soldaten gab, die sich geweigert hätten auf Polen zu schießen und dafür hingerichtet wurden. Da griffen Zeitungen die Geschichte auf und der Fall wurde in Polen bekannt.
Die Grabstätte Schimeks gilt als Wallfahrtsort. Die Grabinschrift lautet, auf Polnisch und Deutsch: „geb. 5.5.1925. Er wurde von der Wehrmacht 1944 hingerichtet, weil er sich weigerte auf die polnische Bevölkerung zu schießen. Gott nahm Dich auf in seiner ewigen Liebe.“ Am Grab liegen stets frische Blumen, Kerzen werden im Andenken an Otto Schimek entzündet. Fallweise werden kleine polnische oder österreichische Fahnen am Grab angebracht. Die Grabbesuche verursachten in den späten 1980er Jahren politische Kontroversen, da die anarchisch-pazifistische Organisation „Wolność i Pokój“ (Freiheit und Friede, kurz: WiP) am 17. November 1985,  Schimeks Todestag, versuchte ihre Deklaration von Grundsätzen zu verkünden. Die WiP-Aktivisten wurden auf dem Weg zum Friedhof gestoppt. Kommunistische Kräfte aus Tarnów hielten 14 Aktivisten mehrere Stunden fest. Am 4. Mai 1986 führte ein Marsch von Aktivisten anlässlich von Schimeks Geburtstag zur Verhaftung von fünfzig Aktivisten. Auch Papst Johannes Paul II. rühmte den „Märtyrer der Nächstenliebe“:

„Es existieren Staaten, die in ihrer Reife befähigt sind, andere Formen des Militärdienstes zu akzeptieren. Um diesen Aspekt zu unterstreichen, möchte ich die meinem Volk sehr liebe Person in Erinnerung zu bringen: Er war Österreicher, er hieß Otto Schimek, und bekam während des Krieges den Befehl, auf die Zivilbevölkerung zu schießen. Er widersetzte sich und wurde getötet. Sein Grab ist diesem Volk geblieben, und er hat sich großen Ruhm erworben, dass ich sagen möchte: Den Ruhm eines Dieners Gottes!“

Bei seinem Besuch in Österreich wollte der Papst am 10. September 1983 eine Gedenktafel für Otto Schimek an der ehemaligen Garnisonkirche und jetzigen polnischen Nationalkirche in Wien segnen. „Sozusagen in letzter Minute wurde Papst Johannes Paul II. darüber aufgeklärt, was es mit dem Fall Otto Schimek auf sich hat.“
1993 erstellte der TV-Sender Telewizja Polska eine 40-minütige Dokumentarsendung mit dem Titel Casus: Otto Schimek. 2011 publizierten der Journalist Martin Pollack und der Schriftsteller Christoph Ransmayr, beide Österreicher, eine Beschreibung ihrer Quellen, „die diese Heldenerzählung konterkarieren und den Fall als einfache Fahnenflucht erscheinen lassen.“ Der Rezensent Willi Huntemann beschreibt die Aufarbeitung, wie folgt: „So wird, in der perspektivischen Engführung von offizieller Kanonisierung, medialer Aufbereitung, Zeugenaussagen und Archivquellen die Genese einer Legende als interessegeleitetes Deutungsgeschehen sichtbar gemacht und der eigentliche Fall Schimek zum Exemplum.“ 2013 übernahm die polnische Zeitschrift Wprost die Kritikpunkte der zwei österreichischen Autoren und beschrieb die Erzählung als Heldensaga aus zweiter Hand seitens der Schwester des hingerichteten Soldaten.

## Belege
1. 1 2  Christa Karas: „...und verscharrt ihn wie einen Hund.“ Die Geschichte des Wieners Otto Schimek, der starb, weil er nicht töten wollte. In: Arbeiter-Zeitung. Wien 13. Juli 1972, S. 05.
2. ↑  Maciej Górny: Otto Schimeks Grab in Machowa. German-Polish Youth Office, abgerufen am 12. März 2015 (polnisch).
3. ↑  Pater Lothar Groppe SJ: Zum Fest der Heiligen Hedwig, abgerufen am 12. März 2015.
4. ↑  Pater Lothar Groppe SJ: Otto Schimek ist weder „Märtyrer des Gewissens“ noch „Symbol der Versöhnung in Polen“, abgerufen am 12. März 2015.
5. ↑  Casus: Otto Schimek. filmpolski.pl – Państwowa Wyższa Szkoła Filmowa, Telewizyjna i Teatralna im. Leona Schillera w Łodzi, abgerufen am 12. März 2015 (polnisch).
6. 1 2  Willi Huntemann: Entzauberte Helden, Literaturkritik.de, März 2012.
7. ↑  onierz Wermachtu bohaterem, bo nie strzela do Polakw? Naprawd by dezerterem, grb te nie jego. In: Wprost.pl. Abgerufen am 12. März 2015.

| Personendaten    | Personendaten                                                        |
| ---------------- | -------------------------------------------------------------------- |
| NAME             | Schimek, Otto                                                        |
| KURZBESCHREIBUNG | österreichischer Soldat der Wehrmacht und Opfer der NS-Militärjustiz |
| GEBURTSDATUM     | 5. Mai 1925                                                          |
| GEBURTSORT       | Wien                                                                 |
| STERBEDATUM      | 14. November 1944                                                    |
| STERBEORT        | Lipiny                                                               |